# 安哥拉伴麗魚
安哥拉伴麗魚（学名：Hemichromis angolensis），為輻鰭魚綱鱸形目隆頭魚亞目慈鯛科的其中一種，其种加词“angolensis”意为“安哥拉的”。分布於非洲安哥拉的淡水流域，體長可達11公分，棲息在中底層水域，生活習性不明。